# ATP-toernooi van Marrakesh
Het ATP-toernooi van Marrakesh is een jaarlijks terugkerend tennistoernooi voor mannen dat wordt georganiseerd in het Marokkaanse Marrakesh. De officiële naam van het toernooi is de Grand Prix Hassan II.
Voor 2016 werd dit tennistoernooi gespeeld in Casablanca.
Het toernooi, dat wordt georganiseerd door de ATP valt in de categorie "ATP Tour 250".
Er wordt gespeeld op gravelbanen.

## Finales

### Enkelspel
| Jaar                                       | Winnaar                                | Verliezend finalist                    | Uitslag                                |                                        |
| Casablanca - Complexe Al Amal              | Casablanca - Complexe Al Amal          | Casablanca - Complexe Al Amal          | Casablanca - Complexe Al Amal          | Casablanca - Complexe Al Amal          |
| ------------------------------------------ | -------------------------------------- | -------------------------------------- | -------------------------------------- | -------------------------------------- |
| 1986                                       | Hans Schwaier                          | Jorgen Windahl                         | 6-3, 6-3                               | Details                                |
| 1987                                       | Lawson Duncan                          | Massimiliano Narducci                  | 7-5, 6-1                               | Details                                |
| 1988                                       | Josef Cihak                            | David de Miguel                        | 6-4, 6-2                               | Details                                |
| 1989                                       | Tarik Benhabilès                       | Mark Koevermans                        | 7-6, 6-4                               | Details                                |
| 1990                                       | Thomas Muster                          | Guillermo Pérez Roldán                 | 6-1, 6-7, 6-2                          | Details                                |
| 1991                                       | Geen toernooi                          | Geen toernooi                          | Geen toernooi                          | Geen toernooi                          |
| 1992                                       | Guillermo Pérez Roldán (1)             | Germán López                           | 2-6, 7-5, 6-3                          | Details                                |
| 1993                                       | Guillermo Pérez Roldán (2)             | Younes El Aynaoui                      | 6-4, 6-3                               | Details                                |
| 1994                                       | Renzo Furlan                           | Karim Alami                            | 6-2, 6-2                               | Details                                |
| 1995                                       | Gilbert Schaller                       | Albert Costa                           | 6-4, 6-2                               | Details                                |
| 1996                                       | Tomás Carbonell                        | Gilbert Schaller                       | 7-5, 1-6, 6-2                          | Details                                |
| 1997                                       | Hicham Arazi                           | Franco Squillari                       | 3-6, 6-1, 6-2                          | Details                                |
| 1998                                       | Andrea Gaudenzi                        | Álex Calatrava                         | 6-4, 5-7, 6-4                          | Details                                |
| 1999                                       | Alberto Martín                         | Fernando Vicente                       | 6-3, 6-4                               | Details                                |
| 2000                                       | Fernando Vicente                       | Sébastien Grosjean                     | 6-4, 4-6, 7-6                          | Details                                |
| 2001                                       | Guillermo Cañas                        | Tommy Robredo                          | 7-5, 6-2                               | Details                                |
| 2002                                       | Younes El Aynaoui                      | Guillermo Cañas                        | 3-6, 6-3, 6-2                          | Details                                |
| 2003                                       | Julien Boutter                         | Younes El Aynaoui                      | 6-2, 2-6, 6-1                          | Details                                |
| 2004                                       | Santiago Ventura                       | Dominik Hrbatý                         | 6-3, 1-6, 6-4                          | Details                                |
| 2005                                       | Mariano Puerta                         | Juan Mónaco                            | 6-4, 6-1                               | Details                                |
| 2006                                       | Daniele Bracciali                      | Nicolás Massú                          | 6-1, 6-4                               | Details                                |
| 2007                                       | Paul-Henri Mathieu                     | Albert Montañés                        | 6-1, 6-1                               | Details                                |
| 2008                                       | Gilles Simon                           | Julien Benneteau                       | 7-5, 6-2                               | Details                                |
| 2009                                       | Juan Carlos Ferrero                    | Florent Serra                          | 6-4, 7-5                               | Details                                |
| 2010                                       | Stanislas Wawrinka                     | John Isner                             | 6–2, 6–3                               | Details                                |
| 2011                                       | Pablo Andújar (1)                      | Potito Starace                         | 6–1, 6–2                               | Details                                |
| 2012                                       | Pablo Andújar (2)                      | Albert Ramos Viñolas                   | 6–1, 7-6                               | Details                                |
| 2013                                       | Tommy Robredo                          | Kevin Anderson                         | 7-6(6), 4-6, 6-3                       | Details                                |
| 2014                                       | Guillermo García López                 | Marcel Granollers                      | 5-7, 6-4, 6-3                          | Details                                |
| 2015                                       | Martin Kližan                          | Daniel Gimeno Traver                   | 6-2, 6-2                               | Details                                |
| Marrakesh - Royal Tennis Club de Marrakech |                                        |                                        |                                        |                                        |
| 2016                                       | Federico Delbonis                      | Borna Ćorić                            | 6-2, 6-4                               | Details                                |
| 2017                                       | Borna Ćorić                            | Philipp Kohlschreiber                  | 5-7, 7-6(3), 7-5                       | Details                                |
| 2018                                       | Pablo Andújar (3)                      | Kyle Edmund                            | 6-2, 6-2                               | Details                                |
| 2019                                       | Benoît Paire                           | Pablo Andújar                          | 6-2, 6-3                               | Details                                |
| 2020 2021                                  | Geen toernooi wegens de coronapandemie | Geen toernooi wegens de coronapandemie | Geen toernooi wegens de coronapandemie | Geen toernooi wegens de coronapandemie |
| 2022                                       | David Goffin                           | Alex Molčan                            | 6-2, 6-3                               | Details                                |
| 2023                                       | Roberto Carballés Baena                | Alexandre Müller                       | 4–6, 7–6(3), 6–2                       | Details                                |
| 2024                                       | Matteo Berrettini                      | Roberto Carballés Baena                | 7–5, 6–2                               | Details                                |
| 2025                                       | Luciano Darderi                        | Tallon Griekspoor                      | 7-6 (7-3), 7-6 (7-4)                   | Details                                |

### Dubbelspel
| Jaar                                       | Winnaars                               | Verliezend finalisten                  | Uitslag                                |                                        |
| Casablanca - Complexe Al Amal              | Casablanca - Complexe Al Amal          | Casablanca - Complexe Al Amal          | Casablanca - Complexe Al Amal          | Casablanca - Complexe Al Amal          |
| ------------------------------------------ | -------------------------------------- | -------------------------------------- | -------------------------------------- | -------------------------------------- |
| 1986                                       | Agustín Moreno Larry Scott             | Tore Meinecke Ricki Osterthun          | 7–5, 6–2                               |                                        |
| 1987                                       | José López-Maeso Alberto Tous          | Massimo Cierro Alessandro de Minicis   | 7–6, 6–2                               |                                        |
| 1988                                       | Josef Cihak Cyril Suk                  | Arnaud Boetsch Denis Langaskens        | 6–2, 6–0                               |                                        |
| 1989                                       | Jaroslav Bulant Richard Vogel          | Libor Pimek Florin Segărceanu          | 6–1, 6–3                               |                                        |
| 1990                                       | Todd Woodbridge Simon Youl             | Paul Haarhuis Mark Koevermans          | 6–3, 6–1                               |                                        |
| 1991                                       | Geen toernooi                          | Geen toernooi                          | Geen toernooi                          |                                        |
| 1992                                       | Horacio de la Peña Jorge Lozano        | Ģirts Dzelde T.J. Middleton            | 2–6, 6–4, 7–6                          |                                        |
| 1993                                       | Mike Bauer Piet Norval                 | Ģirts Dzelde Goran Prpić               | 7–5, 7–6                               |                                        |
| 1994                                       | David Adams Menno Oosting              | Cristian Brandi Federico Mordegan      | 6–3, 6–4                               |                                        |
| 1995                                       | Tomás Carbonell Francisco Roig         | Emanuel Couto João Cunha e Silva       | 6–4, 6–1                               |                                        |
| 1996                                       | Jiří Novák David Rikl                  | Tomás Carbonell Francisco Roig         | 7–6, 6–3                               |                                        |
| 1997                                       | João Cunha e Silva Nuno Marques        | Karim Alami Hicham Arazi               | 7–6, 6–2                               |                                        |
| 1998                                       | Andrea Gaudenzi Diego Nargiso          | Cristian Brandi Filippo Messori        | 6–4, 7–6                               |                                        |
| 1999                                       | Fernando Meligeni Jaime Oncins         | Massimo Ardinghi Vincenzo Santopadre   | 6–2, 6–3                               |                                        |
| 2000                                       | Arnaud Clément Sébastien Grosjean      | Lars Burgsmüller Andrew Painter        | 7–6, 6–4                               |                                        |
| 2001                                       | Michael Hill Jeff Tarango              | Pablo Albano David Macpherson          | 7–6, 6–3                               |                                        |
| 2002                                       | Stephen Huss Myles Wakefield           | Martín García Luis Lobo                | 6–4, 6–2                               |                                        |
| 2003                                       | František Čermák (1) Leoš Friedl (1)   | Devin Bowen Ashley Fisher              | 6–3, 7–5                               |                                        |
| 2004                                       | Enzo Artoni Fernando Vicente           | Yves Allegro Michael Kohlmann          | 3–6, 6–0, 6–4                          |                                        |
| 2005                                       | František Čermák (2) Leoš Friedl (2)   | Martín García Luis Horna               | 6–4, 6–3                               |                                        |
| 2006                                       | Julian Knowle Jürgen Melzer (1)        | Michael Kohlmann Alexander Waske       | 6-3, 6-4                               |                                        |
| 2007                                       | Jordan Kerr David Škoch                | Łukasz Kubot Oliver Marach             | 7–6, 1–6, [10–4]                       |                                        |
| 2008                                       | Albert Montañés Santiago Ventura       | James Cerretani Todd Perry             | 6–1, 6–2                               |                                        |
| 2009                                       | Łukasz Kubot Oliver Marach             | Simon Aspelin Paul Hanley              | 7–6 (7–4), 3–6, [10–6]                 |                                        |
| 2010                                       | Robert Lindstedt (1) Horia Tecău (1)   | Rohan Bopanna Aisam-ul-Haq Qureshi     | 6–2, 3–6, [10–7]                       |                                        |
| 2011                                       | Robert Lindstedt (2) Horia Tecău (2)   | Colin Fleming Igor Zelenay             | 6-2, 6-1                               |                                        |
| 2012                                       | Dustin Brown Paul Hanley               | Daniele Bracciali Fabio Fognini        | 7-5, 6-3                               |                                        |
| 2013                                       | Julian Knowle Filip Polášek            | Dustin Brown Christopher Kas           | 6-3, 6-2                               |                                        |
| 2014                                       | Jean-Julien Rojer Horia Tecău (3)      | Tomasz Bednarek Lukáš Dlouhý           | 6-2, 6-2                               |                                        |
| 2015                                       | Rameez Junaid Adil Shamasdin           | Rohan Bopanna Florin Mergea            | 3-6, 6-2, [10-7]                       |                                        |
| Marrakesh - Royal Tennis Club de Marrakech |                                        |                                        |                                        |                                        |
| 2016                                       | Guillermo Durán Máximo González        | Marin Draganja Aisam-ul-Haq Qureshi    | 6-2, 3-6, [10-6]                       |                                        |
| 2017                                       | Dominic Inglot Mate Pavić              | Marcel Granollers Marc López           | 6-4, 2-6, [11-9]                       |                                        |
| 2018                                       | Nikola Mektić Alexander Peya           | Benoît Paire Édouard Roger-Vasselin    | 7-5, 3-6, [10-7]                       |                                        |
| 2019                                       | Jürgen Melzer (2) Franko Škugor        | Matwé Middelkoop Frederik Nielsen      | 6-4, 7-6(6)                            |                                        |
| 2020 2021                                  | Geen toernooi wegens de coronapandemie | Geen toernooi wegens de coronapandemie | Geen toernooi wegens de coronapandemie | Geen toernooi wegens de coronapandemie |
| 2022                                       | Rafael Matos David Vega Hernández      | Andrea Vavassori Jan Zieliński         | 6–1, 7–5                               |                                        |
| 2023                                       | Marcelo Demoliner Andrea Vavassori     | Alexander Erler Lucas Miedler          | 6–4, 3–6, [12–10]                      |                                        |
| 2024                                       | Harri Heliövaara Henry Patten          | Alexander Erler Lucas Miedler          | 3–6, 6–4, [10–4]                       |                                        |
| 2025                                       | Petr Nouza Patrik Rikl                 | Hugo Nys Édouard Roger-Vasselin        | 6-3, 6-4                               |                                        |

## Statistieken

### Meeste enkelspeltitels
| Aantal titels | Speler                 | Jaren            |
| ------------- | ---------------------- | ---------------- |
| 3             | Pablo Andújar          | 2011, 2012, 2018 |
| 2             | Guillermo Pérez Roldán | 1992, 1993       |

(Bijgewerkt t/m 2024)

### Meeste enkelspeltitels per land
| Aantal titels | Land              |
| ------------- | ----------------- |
| 11            | Spanje            |
| 5             | Argentinië        |
| 5             | Frankrijk         |
| 4             | Italië            |
| 2             | Marokko           |
| 2             | Oostenrijk        |
| 1             | België            |
| 1             | Duitsland         |
| 1             | Kroatië           |
| 1             | Slowakije         |
| 1             | Tsjecho-Slowakije |
| 1             | Verenigde Staten  |
| 1             | Zwitserland       |

(Bijgewerkt t/m 2024)

### Enkel- en dubbelspeltitel in hetzelfde jaar
| Tennisser       | Jaar |
| --------------- | ---- |
| Andrea Gaudenzi | 1998 |

1986 · 1987 · 1988 · 1989 · 1990 · 1991 · 1992 · 1993 · 1994 · 1995 · 1996 · 1997 · 1998 · 1999 · 2000 · 2001 · 2002 · 2003 · 2004 · 2005 · 2006 · 2007 · 2008 · 2009 · 2010 · 2011 · 2012 · 2013 · 2014 · 2015 · 2016 · 2017 · 2018 · 2019 · 2020 · 2021 · 2022 · 2023 · 2024
ITF-toernooien (mannen en vrouwen)

ATP-toernooien (mannen) – ATP-seizoen 2025

WTA-toernooien (vrouwen) – WTA-seizoen 2025

Voormalige toernooien mannen
Voormalige toernooien vrouwen
Voormalige amateurtoernooien